# Олдъс Хъксли
Олдъс Ленард Хъксли (на английски: Aldous Leonard Huxley) е английски писател и философ.
Автор е на близо 50 книги — както на художествени (романи, есета, разкази, стихотворения), така и на нехудожествени творби.

## Биография
Роден е на 26 юли 1894 година в Годалминг, Съри, в семейството на писателя и педагог Ленърд Хъксли. Негови братя са биофизикът Андрю Хъксли и биологът и общественик Джулиан Хъксли. През 1916 година завършва Оксфордския университет. Първата му книга е стихосбирката „Пламтящо колело“ (1916). Едно от най-известните му ранни произведения е антиутопичният роман „Прекрасният нов свят“ (1932, издаден на български), в който със средствата на научната фантастика е описан един нечовечен, технологизиран, безчувствен свят на бъдещето от XXVI век. (Неслучайно сравняван с Джордж Оруел и неговата книга „1984“).
От по-късните му творби, най-прочута става „Дверите на възприятието“ (1954) – есе, посветено на начина, по който съзнанието и възприятията се променят под въздействието на мескалина. Именно от „Дверите“ музикантът Джим Морисън заимства името на групата си – Дорс (двери, врати). Преди това самият Хъксли заимства заглавието от известна строфа от поезията на Уилям Блейк – „Ако дверите на възприятието са прочистени, човек ще види света такъв, какъвто е, безкраен.“
Хъксли става по своеобразен начин съавтор на термина психаделик (психеделик). В кореспонденция с Хъмфри Озмънд, обсъждайки варианти за има на новите дроги, разширяващи съзнанието, Хъксли пише следната строфа: на английски: „To make this trivial world sublime, take half a gram of phanerothyme“. Така той предлага думата phanerothyme, която е с гръцки корен и означава душа. Д-р Озмънд обаче не се съгласява и му отвръща с: на английски: „To fathom Hell or soar angelic, take a pinch of psychedelic“, като psychedelic буквално преведено означава манифестиращо съзнание.
На смъртно легло Хъксли моли съпругата си да му инжектира мускулно ЛСД и умира под въздействието на дрогата, както десетилетия по-късно ще направи и Тимъти Лиъри.
Олдъс Хъксли умира от рак на ларинкса на 22 ноември 1963 година в Лос Анджелис.

## Основни произведения
- Пламтящо колело, 1916
- The Defeat Of Youth, 1918
- Limbo, 1920
- Имението „Кроум“, 1921
- Mortal Coils, 1922
- Antic Hay, 1923
- On The Margin, 1923
- Little Mexican, 1924
- Along The Road, 1925
- Those Barren Leaves, 1925
- Jesting Pilate, 1926
- Two Or Three Graces, 1926
- Proper Studies, 1927
- Point Counter Point, 1928
- Do What You Will, 1929
- Holy Face and Other Essays, 1929
- Brief Candles, 1930
- Vulgarity in Literature, 1930
- The World Of Light, 1931
- Music At Night, 1931
- Rotunda, 1932
- Прекрасният нов свят, 1932
- Beyond The Mexique Bay, 1934
- Eyeless in Gaza, 1936
- ...Peace?, 1936
- What Are You Going To Do About It?, 1936
- The Olive Tree and Other Essays, 1936
- Stories, Essays and Poems, 1937
- Ends And Means, 1937
- An Encyclopedia Of Pacifism, 1937
- The Most Agreeable Vice, 1938
- The Gioconda Smile, 1938
- After Many A Summer Dies The Swan, 1939
- Words And Their Meaning, 1940
- Grey Eminence, 1941
- The Art Of Seeing, 1942
- Time Must Have A Stop, 1944
- The Perennial Philosophy, 1945
- Science, Liberty and Peace, 1946
- Retrospect, 1947
- Ape and Essence, 1948
- The Perennial Philosophy, 1948
- Food and People, 1949
- Themes And Variations, 1950
- The Devils Of Loudun, 1952
- The French Of Paris, 1954
- Дверите на възприятието, 1954
- Adonis and The Alphabet, 1956
- Heaven and Hell, 1956
- Collected Short Stories, 1957
- Brave New World Revisited, 1958
- On Art dnd Artist, 1960
- Selected Essays, 1961
- The Politics Of Ecology, 1963
- Literature and Science, 1963